# Tamoio (cruzador torpedeiro)
Tamoio foi um cruzador torpedeiro operado pela Marinha do Brasil, pertencente à classe Tupi junto com o Tupi e Timbira. A embarcação foi uma das três da Divisão Branca, em missão para transportar o presidente Campos Salles à Argentina. Teve baixa de serviço em 1916.

## Construção

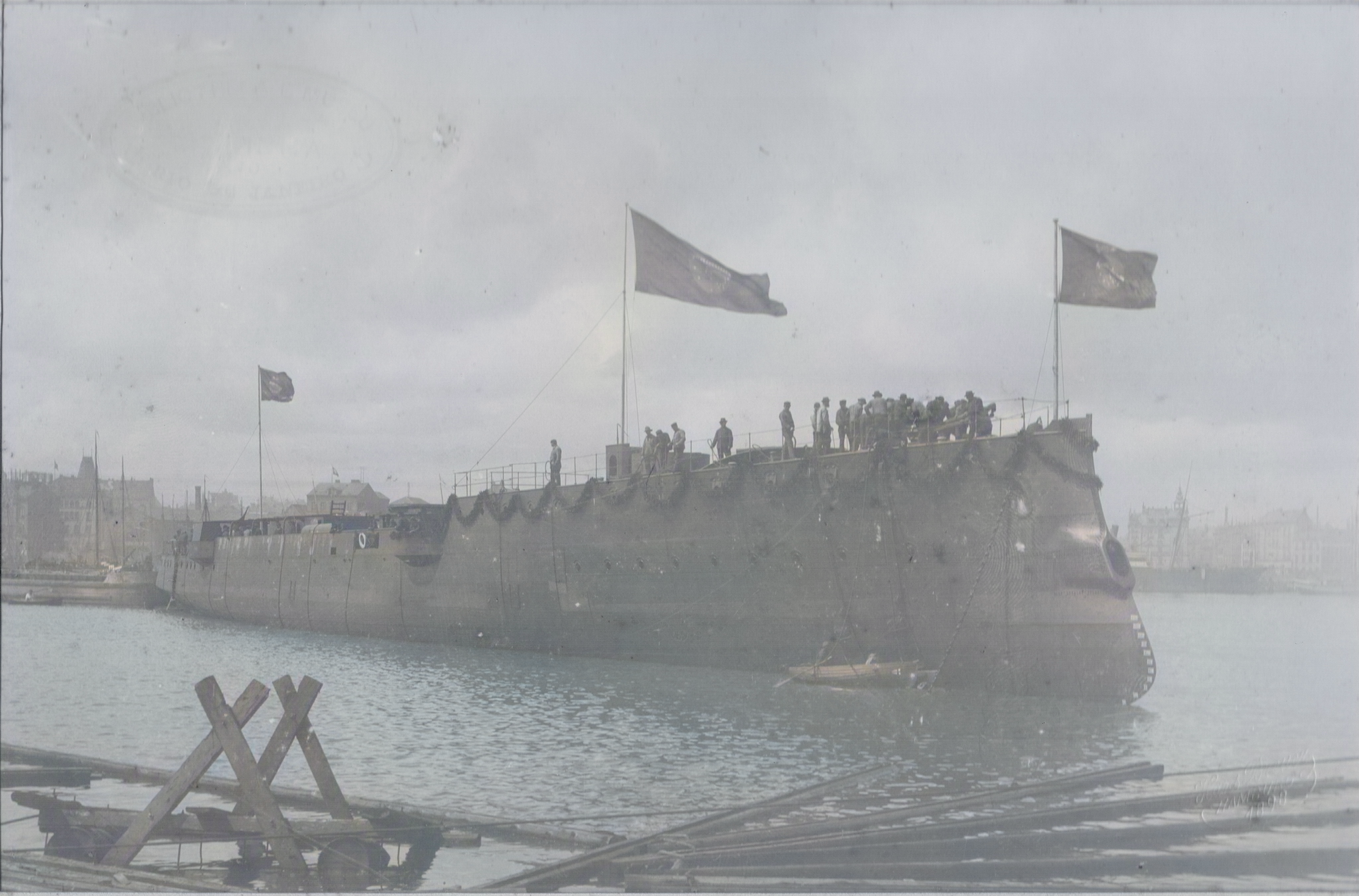
Tamoio quando lançado em 1898. Imagem colorizada.

Tamoio foi construído pelo estaleiro Germânia, em Kiel, na Alemanha, e foi lançado em 1895 ou 1898. Seu nome é uma homenagem ao guerreiro Tamoio, tribo indígena brasileira que dominava as regiões de Cabo Frio e Ubatuba no século XVI, e que deixava em constante alarme os portugueses que ali habitavam. Foi a última unidade de sua classe a ser entregue. A incorporação do cruzador torpedeiro foi em novembro de 1896. O navio foi construído com 1 080 toneladas de deslocamento, 86,04 m de comprimento, 8,40 m de boca, 5,58 m de pontal e 3,80 m de calado. Seu sistema de propulsão consistia em duas máquina alternativas a vapor de tríplice expansão que gerava 7 500 HP de potência e impulsionava a embarcação a até 21 nós de velocidade. Possuía 2 canhões Armstrong de 100 mm, 6 canhões Nordenfelt de 57 mm, 2 canhões Maxim de 37 mm, 2 metralhadoras Maxim de 25 mm e 3 tubos lança torpedos. Sua tripulação era formada por 155 oficiais e praças.

## Serviço
Entre as primeiras comissões do navio foi a visita que fez à Argentina, incorporado à Divisão Branca que levou o presidente Campos Salles em retribuição ao mesmo gesto do presidente argentino Roca. Em 1907, foi um dos navios brasileiros que apareceram na revista naval Internacional de Hampton Roads, nos Estados Unidos, acompanhando o Encouraçado de Esquadra Riachuelo e o Cruzador Barroso, em um Grupo-Tarefa sob o comando do Almirante Duarte Huet de Bacelar Pinto Guedes. Ao longo do ano de 1913, participou de diversas comissões, divisões e exercícios navais com outras embarcações da Marinha do Brasil. O último registro de suas atividades se deu em 1916, uma comissão aos portos do norte. Passou por Mostra de Desarmamento logo em seguida. Em 1920, foi enviado para descarte.